# Авера (Џорџија)
Авера (енгл. Avera) град је у америчкој савезној држави Џорџија. По попису становништва из 2010. у њему је живело 246 становника.

## Демографија
Према попису становништва из 2010. у граду је живело 246 становника, што је 29 (13,4%) становника више него 2000. године.
| Група             | 2000.       | 2010.       |
| Белци             | 192 (88,5%) | 224 (91,1%) |
| Афроамериканци    | 23 (10,6%)  | 17 (6,9%)   |
| Азијати           | 0 (0,0%)    | 0 (0,0%)    |
| Хиспаноамериканци | 1 (0,5%)    | 0 (0,0%)    |
| Укупно            | 217         | 246         |